# Fonds pour l'insertion des personnes handicapées dans la fonction publique
Le Fonds pour l'insertion des personnes handicapées dans la Fonction publique (FIPHFP) est un organisme français créé par le décret no 2006-501 du 3 mai 2006. Cette création découle de la loi pour l'égalité des droits et des chances, la participation et la citoyenneté des personnes handicapées.
Le FIPHFP a le statut d'établissement public administratif avec une gestion confiée à la Caisse des dépôts et consignations. Les sommes collectées (sur le même principe que l'Agefiph pour le secteur privé) proviennent des contributions des employeurs publics qui ne satisfont pas à l'obligation d'emploi de 6 % de travailleurs handicapés (ou assimilés). Le Fonds finance en contrepartie des aides destinées à favoriser l'insertion des personnes handicapées dans la Fonction publique.
Le FIPHFP est doté d'un comité national qui définit les orientations générales du fonds. Ce dernier est composé de représentants des employeurs, des personnels et des personnes handicapées. Dans chaque région, un comité local gère les questions relatives au fonctionnement du Fonds à l'échelon régional. Composé de vingt membres, chaque comité local est présidé par le préfet de région ou son représentant.

## Présentation
Le Fonds pour l'insertion des personnes handicapées dans la Fonction publique (FIPHFP) a été créé par l'article 36 de la loi du 11 février 2005. Il a pour mission de « favoriser l'insertion professionnelle des personnes handicapées au sein des trois versants de la Fonction publique, ainsi que la formation et l'information des agents en prise avec elles. »

## Les différentes actions du FIPHFP

### Aide au cas par cas
Le FIPHFP aide les employeurs publics et les personnes handicapées en proposant un suivi personnalisé pour chaque situation. Ces aides concernent, par exemple, l'aménagement des postes de travail, la proposition de formations professionnelles spécifiques et la mise à disposition d'auxiliaires de vie. Le FIPHFP met également en place des actions de sensibilisation et d'information des agents susceptibles de faire face à une situation de handicap. Il propose aussi de nouveaux financements comme en 2009 en favorisant l'apprentissage. Ces financements peuvent être directement demandés par l'employeur sur la plateforme e-services de le FIPHFP.

### Conventions pluriannuelles avec les employeurs publics
Ces conventions permettent d'accompagner les entreprises, qui font des démarches en faveur du handicap en les aidant à structurer la démarche, les objectifs de l'employeur et les actions à venir. Avec l'appui des Directrices.eurs Territoriaux Handicap (DTH), tout ceci est consigné dans un document. En amont, les entreprises peuvent bénéficier de financements afin qu'elles puissent instaurer plus aisément leur programme. Ces conventions ont l'obligation d'être approuvées par le comité national du FIPHFP ou par l'un de ses 26 comités locaux.

## Les partenaires du FIPHFP
- AGEFIPH : les deux entités s'engagent à coopérer dans différents domaines tels que la mobilisation du réseau de placement "Cap Emploi", les formations, la co-organisation de la Semaine européenne pour l'emploi des personnes handicapées avec LADAPT.
- Cap Emploi
- Centre de gestion de la fonction publique territoriale : avec le FIPHFP, ce centre s'engage à informer, sensibiliser et mobiliser les acteurs des collectivités, favoriser le recrutement et le maintien dans l'emploi des personnes handicapées
- Centre national de la fonction publique territoriale (CNFPT) : convention de trois ans signée avec le FIPHFP afin de :
  - Labelliser conjointement les formations aux problématiques du handicap
  - Financer la préparation aux concours d'accès à la fonction publique territoriale des personnes handicapées en recherche d'emploi
  - Financer des actions spécifiques de formation à la demande des comités locaux du FIPHFP.
- Comète France
- Caisse nationale de solidarité pour l'autonomie (CNSA)
- Maison départementale des personnes handicapées (MDPH)
- Pôle emploi

## Directeurs et directrice du FIPHFP
Depuis le 2 juin 2006, le FIPHFP a connu cinq directeurs :
- René Allart (2006-2007) [5]
- Jean-François de Caffarelli (2007-2012) [6]
- Jean-Charles Watiez (2012- 2015) [7]
- Marc Desjardins (2015-2022)
- Marine Neuville (2023-en cours)